# Antoni Raszewski
Antoni Józef Raszewski (także Raszowski, ur. 12 października 1824 w Siedlcach, zm. 24 grudnia 1874 w Piotrkowie Trybunalskim) – polski aktor i dyrektor teatrów prowincjonalnych

## Kariera aktorska
Rozpoczął karierę w zespole swego ojca ok. 1843 r. Grał w zespołach teatrów prowincjonalnych: Ignacego Marzantowicza (1851), Jana Chrzciciela Okońskiego (1853, 1855, 1866–1867) oraz w teatrach w Wilnie i Mińsku Litewskim (1851–1854). W latach 1864–1866 należał do zespołu teatru krakowskiego. Wystąpił m.in. w rolach: Feliksa (Okrężne), Antosia Rewizorczuka (Karpaccy górale), Tęgosza (Opieka wojskowa). Łatki (Dożywocie) i Prezesa (Żydzi).

## Zarządzanie zespołami teatralnymi
W latach 1855–1856 prowadził teatr w Żytomierzu. W latach 1867–1873 prowadził własny zespół teatralny o charakterze wędrownym, który dawał przedstawienia w wielu miastach na prowincji (Częstochowa, Radomsko, Piotrków, Suwałki, Busko, Solec, Sandomierz, Zamość, Krasnystaw, Płock, Włocławek, Łęczyca i Kielce).

## Rodzina
Był synem aktora i przedsiębiorcy teatralnego Wincentego Raszewskiego. Z teatrem związany był również jego brat Michał Raszewski oraz żona Paulina Raszewska.